# Bailleul-lès-Pernes
Pour les articles homonymes, voir Bailleul et Pernes.
Bailleul-lès-Pernes est une commune française située dans le département du Pas-de-Calais en région Hauts-de-France. Ses habitants sont appelés les Bailleulains.
La commune fait partie de la communauté de communes du Ternois qui regroupe 103 communes et compte 37 469 habitants en 2021.

## Géographie

### Localisation
Localisée dans l'est du département du Pas-de-Calais, Bailleul-lès-Pernes est une commune rurale située, à vol d'oiseau, à 6 km à l'ouest de la commune d'Auchel et à 18 km à l'ouest de la commune de Béthune (chef-lieu d'arrondissement).
Le village est entouré de forêt et comprend 284 ha en terres cultivables, 34 ha en prairies, 24 ha en bois. La différence avec les 349 ha de la surface totale de la commune est constitué des constructions et de la voirie.
Il est desservi par la RD70, qui serpente le village sur 2,5 km.
Le territoire de la commune est limitrophe de ceux de quatre communes.
Les communes limitrophes sont  Amettes, Aumerval, Nédon et Sachin.

### Géologie et relief
La superficie de la commune est de 3,49 km2 ; son altitude varie de 103  à   188 mètres.

### Hydrographie
Le territoire de la commune est situé dans le bassin Artois-Picardie.
C'est dans la commune que la Cauchiette, un cours d'eau naturel de 3,74 km, prend sa source et se jette dans la Nave au niveau de la commune d'Amettes.
La commune est située dans la vallée verdoyante de la Coquelaine, aujourd'hui presque entièrement busée.

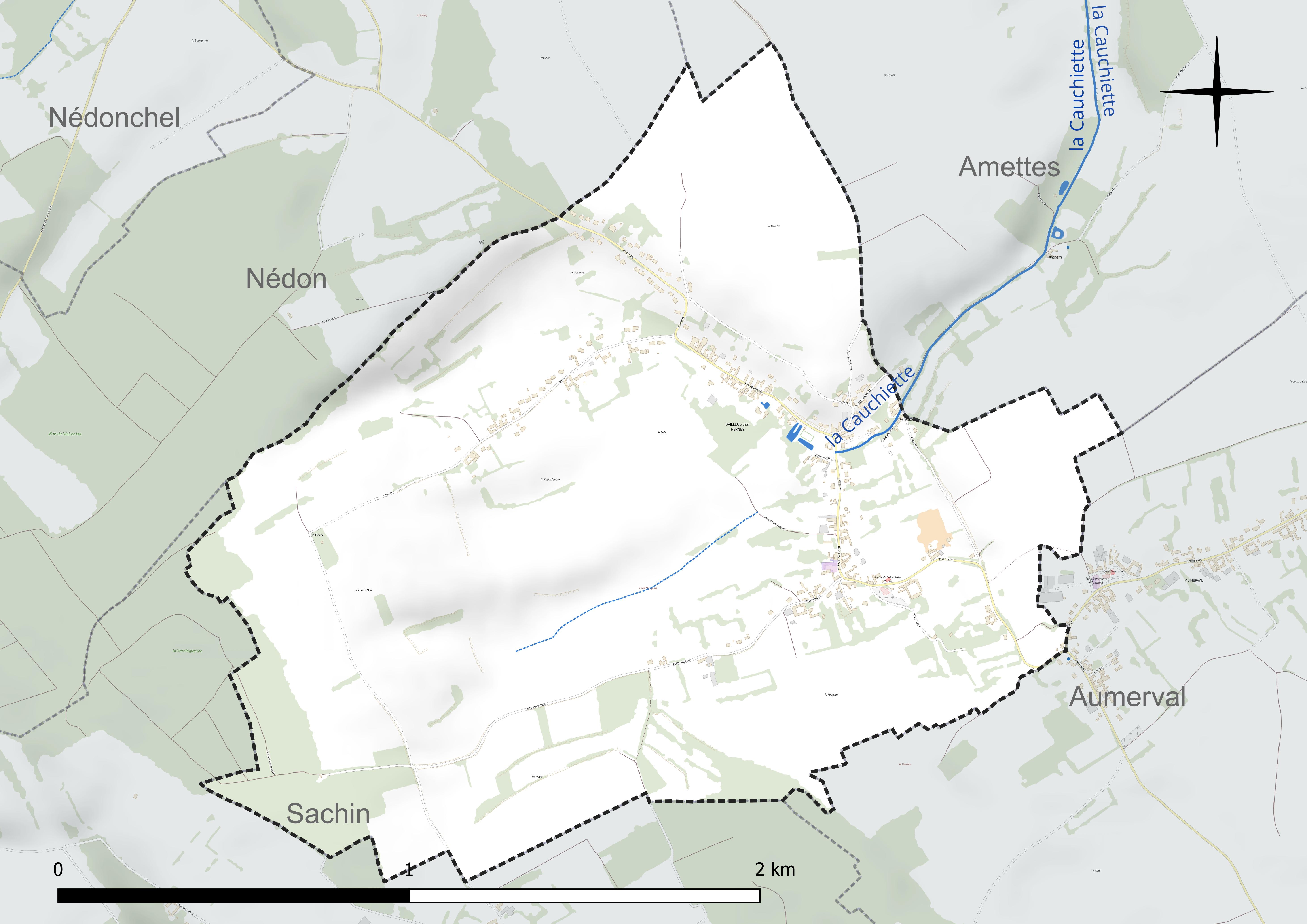
Réseau hydrographique de Bailleul-lès-Pernes.

### Climat
Pour des articles plus généraux, voir Climat des Hauts-de-France et Climat du Pas-de-Calais.
En 2010, le climat de la commune est de type climat océanique franc, selon une étude du CNRS s'appuyant sur une série de données couvrant la période 1971-2000. En 2020, Météo-France publie une typologie des climats de la France métropolitaine dans laquelle la commune est exposée à un climat océanique et est dans la région climatique Côtes de la Manche orientale, caractérisée par un faible ensoleillement (1 550 h/an) ; forte humidité de l’air (plus de 20 h/jour avec humidité relative > 80 % en hiver), vents forts fréquents.
Pour la période 1971-2000, la température annuelle moyenne est de 10 °C, avec une amplitude thermique annuelle de 13,6 °C. Le cumul annuel moyen de précipitations est de 903 mm, avec 12,9 jours de précipitations en janvier et 9,3 jours en juillet. Pour la période 1991-2020, la température moyenne annuelle observée sur la station météorologique la plus proche, située sur la commune de Fiefs à 4 km à vol d'oiseau, est de 10,4 °C et le cumul annuel moyen de précipitations est de 1 070,6 mm,. Pour l'avenir, les paramètres climatiques de la commune estimés pour 2050 selon différents scénarios d'émission de gaz à effet de serre sont consultables sur un site dédié publié par Météo-France en novembre 2022.
| Mois                                  | jan.             | fév.             | mars             | avril         | mai           | juin            | jui.           | août         | sep.           | oct.            | nov.            | déc.             | année      |
| ------------------------------------- | ---------------- | ---------------- | ---------------- | ------------- | ------------- | --------------- | -------------- | ------------ | -------------- | --------------- | --------------- | ---------------- | ---------- |
| Température minimale moyenne (°C)     | 1,1              | 1,2              | 2,8              | 4,7           | 7,8           | 10,7            | 12,8           | 12,9         | 10,4           | 7,6             | 4,3             | 1,8              | 6,5        |
| Température moyenne (°C)              | 3,5              | 4                | 6,6              | 9,4           | 12,7          | 15,5            | 17,7           | 17,8         | 14,9           | 11,1            | 7               | 4,2              | 10,4       |
| Température maximale moyenne (°C)     | 6                | 6,9              | 10,3             | 14,2          | 17,6          | 20,4            | 22,7           | 22,7         | 19,3           | 14,7            | 9,7             | 6,6              | 14,3       |
| Record de froid (°C) date du record   | −18,5 09.01.1985 | −17,5 23.02.1956 | −13,9 07.03.1971 | −6 25.04.1955 | −5 02.05.1960 | −3,2 02.06.1962 | 3,2 04.07.1964 | 4 29.08.1964 | 0,2 30.09.1954 | −6 29.10.1997   | −11 30.11.1978  | −12,9 29.12.1996 | −18,5 1985 |
| Record de chaleur (°C) date du record | 15,2 01.01.22    | 19,8 28.02.1960  | 25,1 31.03.21    | 27 29.04.1955 | 34 25.05.1953 | 35,5 30.06.1957 | 40,6 25.07.19  | 37 10.08.03  | 33,6 09.09.23  | 30,8 01.10.1959 | 19,5 06.11.1955 | 17 01.12.00      | 40,6 2019  |
| Précipitations (mm)                   | 103,9            | 86,5             | 76,4             | 64,4          | 76,4          | 74,4            | 80,7           | 85,1         | 83,3           | 100,9           | 112,8           | 125,8            | 1 070,6    |

### Milieux naturels et biodiversité

#### Espace protégé et géré
La protection réglementaire est le mode d’intervention le plus fort pour préserver des espaces naturels remarquables et leur biodiversité associée.
Dans ce cadre, la commune fait partie d'un espace protégé : les sources de la Coqueline, d’une superficie de 0,431 hectare. Terrain géré (location, convention de gestion) par le Conservatoire d'espaces naturels des Hauts-de-France.

#### Zone naturelle d'intérêt écologique, faunistique et floristique
L’inventaire des zones naturelles d'intérêt écologique, faunistique et floristique (ZNIEFF) a pour objectif de réaliser une couverture des zones les plus intéressantes sur le plan écologique, essentiellement dans la perspective d’améliorer la connaissance du patrimoine naturel national et de fournir aux différents décideurs un outil d’aide à la prise en compte de l’environnement dans l’aménagement du territoire.
Le territoire communal comprend une ZNIEFF de type 1 : le coteau et le bois de Pernes, d’une superficie de 171 ha et d'une altitude variant de 103  à   177 mètres. Ce site est un ancien lieu d’activité agropastorale du Béthunois lors du siècle précédent.

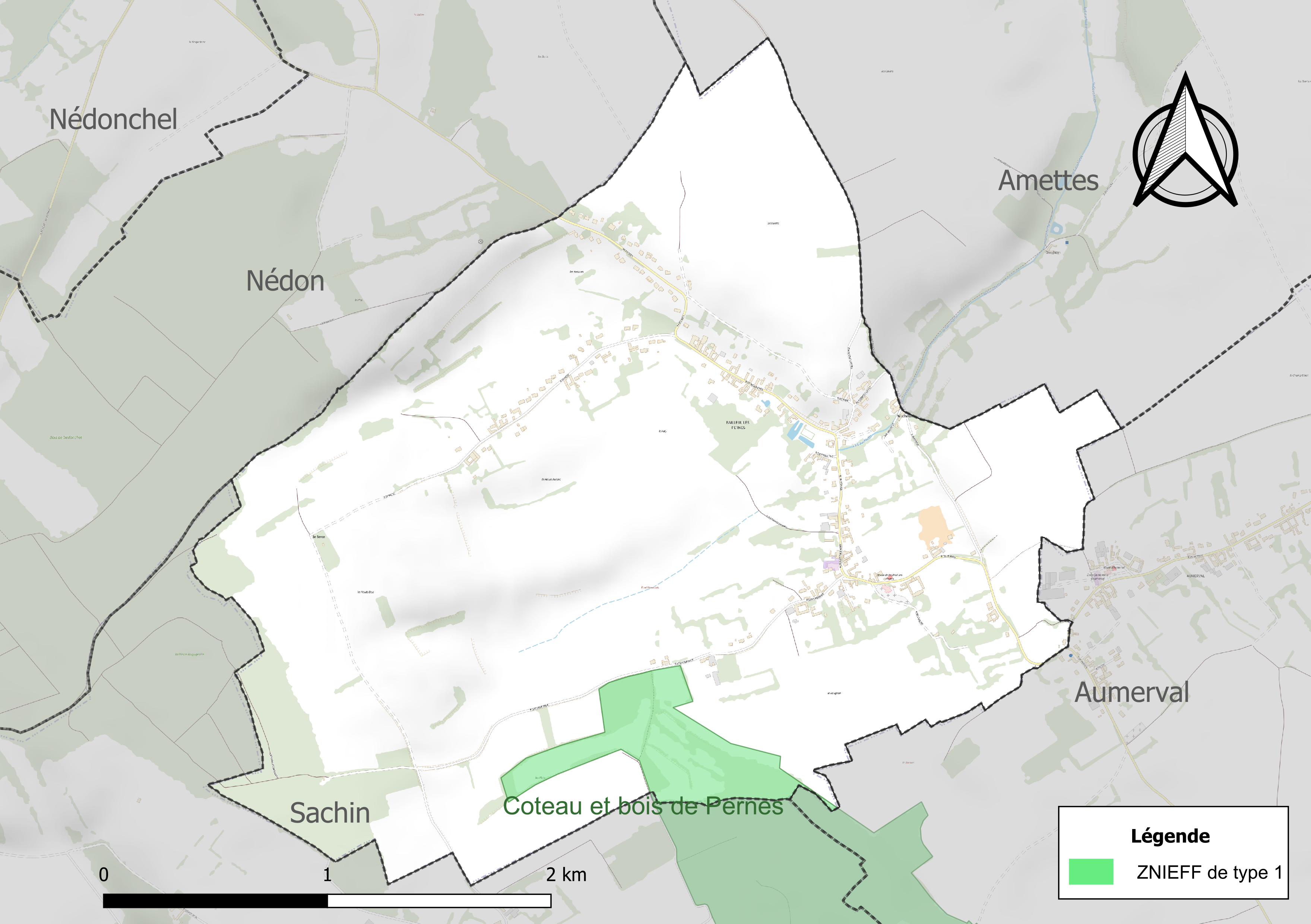
Carte de la ZNIEFF sur la commune.

## Urbanisme

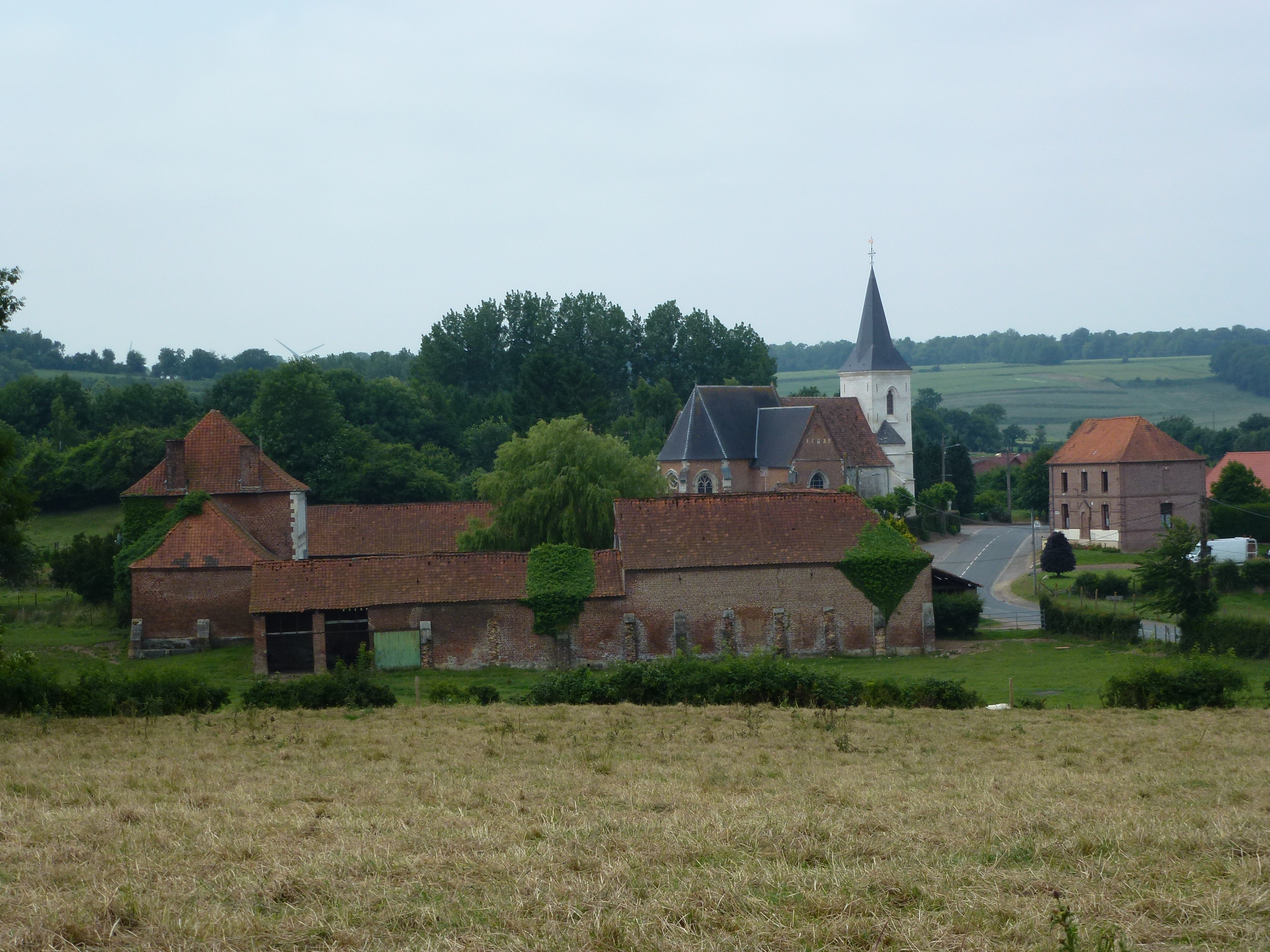
Une vue de la commune.

### Typologie
Au 1er janvier 2024, Bailleul-lès-Pernes est catégorisée commune rurale à habitat dispersé, selon la nouvelle grille communale de densité à sept niveaux définie par l'Insee en 2022.
Elle est située hors unité urbaine. Par ailleurs la commune fait partie de l'aire d'attraction d'Auchel - Lillers, dont elle est une commune de la couronne,. Cette aire, qui regroupe 29 communes, est catégorisée dans les aires de 50 000 à moins de 200 000 habitants,.

### Occupation des sols
L'occupation des sols de la commune, telle qu'elle ressort de la base de données européenne d’occupation biophysique des sols Corine Land Cover (CLC), est marquée par l'importance des territoires agricoles (84,6 % en 2018), une proportion sensiblement équivalente à celle de 1990 (84,7 %). La répartition détaillée en 2018 est la suivante : 
terres arables (53,3 %), prairies (31,2 %), zones urbanisées (10,7 %), forêts (4,7 %), zones agricoles hétérogènes (0,1 %). L'évolution de l’occupation des sols de la commune et de ses infrastructures peut être observée sur les différentes représentations cartographiques du territoire : la carte de Cassini (XVIIIe siècle), la carte d'état-major (1820-1866) et les cartes ou photos aériennes de l'IGN pour la période actuelle (1950 à aujourd'hui).

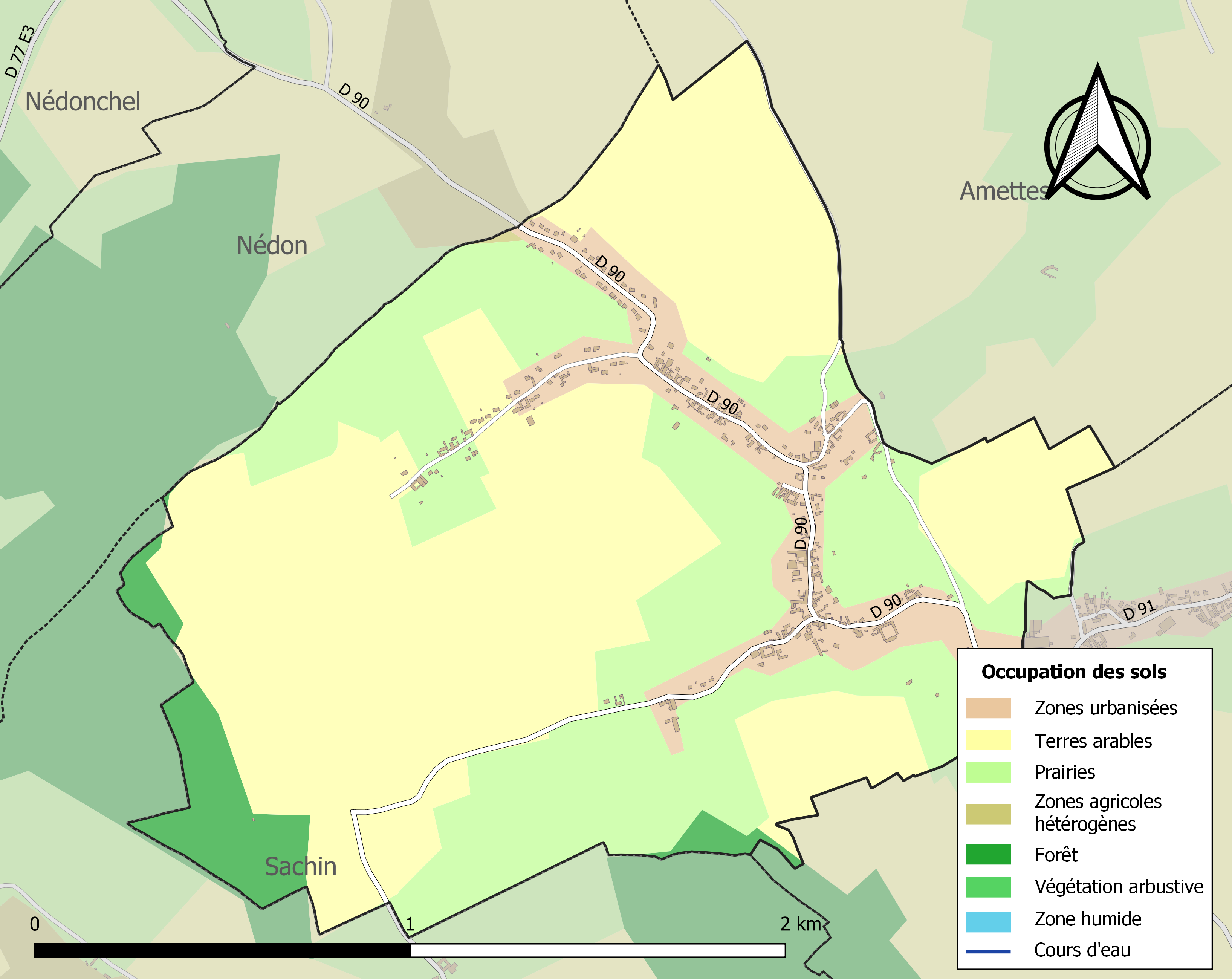
Carte des infrastructures et de l'occupation des sols de la commune en 2018 (CLC).

### Voies de communication et transports

#### Voies de communication
La commune est desservie par la route départementale D 90 qui relie Nédonchel et Pernes. Elle est située à 10 km de la sortie no 5 de l'autoroute A26, appelée autoroute des Anglais, reliant Calais à Troyes.

#### Transport ferroviaire
La commune se trouve à 11 km de la gare de Lillers, située sur la ligne d'Arras à Dunkerque-Locale. C'est une halte voyageurs de la Société nationale des chemins de fer français (SNCF), desservie par des trains TER Hauts-de-France.

## Toponymie
Le nom de la localité est attesté sous les formes  Baillol (1157) ; Baillul (1164) ; Baillol (1157) ; Bailloeul juxta Pernes (1254) ; Bailluel (1287) ; Bailoel (1291) ; Bailloel lez Pernes (1467) ; Bailleul en Ternois (1474) ; Bailliolum in Ternesio (1648).
Ce toponyme est issu du latin balliculum ("palissade"), ou d'un mot de base baculum ("bâton") et le suffixe diminutif -eolum de présence. Dans les deux cas, la ville a été nommée d'après la palissade qui l'entourait[réf. nécessaire].
En français, la préposition « lès » signifie « près de », ici Pernes. D'usage vieilli, elle n'est guère plus rencontrée que dans les toponymes, plus particulièrement ceux de localités.

## Histoire

### Première Guerre mondiale
Pendant la Première Guerre mondiale, lors de l'été 1915, des troupes ont séjourné sur Bailleul-lès-Pernes (de même qu'à Aumerval, Fiefs, Fontaine-les -Boulans) en cantonnement de repos après de durs combats sur le front de l'Artois.

## Politique et administration

### Découpage territorial
La commune se trouve dans l'arrondissement d'Arras du département du Pas-de-Calais.

#### Commune et intercommunalités
La commune faisait partie de la petite communauté de communes du Pernois créée fin 1993.
Dans le cadre de la réforme des collectivités territoriales françaises, par la loi de réforme des collectivités territoriales du 16 décembre 2010 (dite loi RCT)  destinée à permettre notamment l'intégration de la totalité des communes dans un EPCI à fiscalité propre, la suppression des enclaves et discontinuités territoriales et les modalités de rationalisation des périmètres des établissements publics de coopération intercommunale et des syndicats mixtes existants, cette intercommunalité fusionne avec sa voisine, la communauté de communes du pays d'Heuchin, formant le 1er janvier 2013 la communauté de communes des Vertes Collines du Saint-Polois.
Un nouveau mouvement de regroupement intercommunal intervient dans le cadre des dispositions de la loi portant nouvelle organisation territoriale de la République (Loi NOTRe) du 7 août 2015, qui prévoit que les établissements publics de coopération intercommunale (EPCI) à fiscalité propre doivent avoir un minimum de 15 000 habitants. À l'initiative des intercommunalités concernées, la Commission départementale de coopération intercommunale (CDCI) adopte le 26 février 2016 le principe de la fusion de : 

- la communauté de communes de l'Auxillois, regroupant 16 communes dont une de la Somme et 5 217 habitants ;

- la communauté de communes de la région de Frévent, regroupant 12 communes et 6 567 habitants ;

- de la communauté de communes des Vertes Collines du Saint-Polois, regroupant 58 communes et 19 585 habitants

- de la communauté de communes du Pernois, regroupant 18 communes et 7 114 habitants. Le schéma départemental de coopération intercommunale (SDCI), intégrant notamment cette évolution, est approuvé par un arrêté préfectoral du 30 mars 2016,.
La communauté de communes du Ternois, qui résulte de cette fusion et dont la commune fait désormais partie, est créée par un arrêté préfectoral qui a pris effet le 1er janvier 2017.

#### Circonscriptions administratives
La commune faisait partie depuis 1801 du canton d'Heuchin. Dans le cadre du redécoupage cantonal de 2014 en France, la commune est intégrée au canton de Saint-Pol-sur-Ternoise.

#### Circonscriptions électorales
Pour l'élection des députés, la commune fait partie de la sixième circonscription du Pas-de-Calais.

### Élections municipales et communautaires

#### Liste des maires
| Période                                  | Période                       | Identité       | Étiquette | Qualité                                                                      |
| ---------------------------------------- | ----------------------------- | -------------- | --------- | ---------------------------------------------------------------------------- |
| Les données manquantes sont à compléter. |                               |                |           |                                                                              |
| 1965                                     | 2008                          | Henri Huchette |           |                                                                              |
| 2008                                     | En cours (au 31 janvier 2022) | Jean Bruyant   |           | Ancien cadre Réélu pour le mandat 2014-2020, Réélu pour le mandat 2020-2026, |

## Équipements et services publics

### Enseignement
Les enfants de la commune sont scolarisés au sein du regroupement pédagogique (RP) des Deux Vallées, qui rassemble Aumerval, Fontaine-lès-Hermans, Nédon, Nédonchel et Bailleul-lès-Pernes. En 2016, il accueille 124 élèves, dont 49 de Bailleul, qui bénéficient tous des activités périscolaires et d'une cantine.

### Justice, sécurité, secours et défense
La commune dépend du tribunal judiciaire d'Arras, du conseil de prud'hommes d'Arras, de la cour d'appel de Douai, du tribunal de commerce d'Arras, du tribunal administratif de Lille, de la cour administrative d'appel de Douai et du tribunal pour enfants d'Arras.

## Population et société

### Démographie
Les habitants de la commune sont appelés les Bailleulains.

#### Évolution démographique
L'évolution du nombre d'habitants est connue à travers les recensements de la population effectués dans la commune depuis 1793. Pour les communes de moins de 10 000 habitants, une enquête de recensement portant sur toute la population est réalisée tous les cinq ans, les populations de référence des années intermédiaires étant quant à elles estimées par interpolation ou extrapolation. Pour la commune, le premier recensement exhaustif entrant dans le cadre du nouveau dispositif a été réalisé en 2004.

En 2022, la commune comptait 409 habitants, en évolution de −4,88 % par rapport à 2016 (Pas-de-Calais : −0,72 %, France hors Mayotte : +2,11 %).
| 1793 | 1800 | 1806 | 1821 | 1831 | 1836 | 1841 | 1846 | 1851 |
| ---- | ---- | ---- | ---- | ---- | ---- | ---- | ---- | ---- |
| 315  | 353  | 279  | 289  | 337  | 343  | 297  | 290  | 254  |

| 1856 | 1861 | 1866 | 1872 | 1876 | 1881 | 1886 | 1891 | 1896 |
| ---- | ---- | ---- | ---- | ---- | ---- | ---- | ---- | ---- |
| 261  | 276  | 270  | 286  | 307  | 328  | 345  | 368  | 366  |

| 1901 | 1906 | 1911 | 1921 | 1926 | 1931 | 1936 | 1946 | 1954 |
| ---- | ---- | ---- | ---- | ---- | ---- | ---- | ---- | ---- |
| 363  | 399  | 383  | 432  | 423  | 417  | 406  | 378  | 380  |

| 1962 | 1968 | 1975 | 1982 | 1990 | 1999 | 2004 | 2006 | 2009 |
| ---- | ---- | ---- | ---- | ---- | ---- | ---- | ---- | ---- |
| 391  | 337  | 311  | 293  | 299  | 304  | 332  | 340  | 367  |

| 2014 | 2019 | 2022 | - | - | - | - | - | - |
| ---- | ---- | ---- | - | - | - | - | - | - |
| 424  | 405  | 409  | - | - | - | - | - | - |

#### Pyramide des âges
En 2018, le taux de personnes d'un âge inférieur à 30 ans s'élève à 36,0 %, soit en dessous de la moyenne départementale (36,7 %). À l'inverse, le taux de personnes d'âge supérieur à 60 ans est de 23,0 % la même année, alors qu'il est de 24,9 % au niveau départemental.
En 2018, la commune comptait 197 hommes pour 216 femmes, soit un taux de 52,3 % de femmes, légèrement supérieur au taux départemental (51,5 %).
Les pyramides des âges de la commune et du département s'établissent comme suit.
| Hommes | Classe d’âge | Femmes |
| ------ | ------------ | ------ |
| 0,0    | 90 ou +      | 1,9    |
| 4,7    | 75-89 ans    | 8,5    |
| 16,1   | 60-74 ans    | 14,6   |
| 22,3   | 45-59 ans    | 18,4   |
| 19,7   | 30-44 ans    | 21,7   |
| 11,9   | 15-29 ans    | 13,7   |
| 25,4   | 0-14 ans     | 21,2   |

| Hommes | Classe d’âge | Femmes |
| ------ | ------------ | ------ |
| 0,5    | 90 ou +      | 1,6    |
| 5,6    | 75-89 ans    | 8,9    |
| 16,7   | 60-74 ans    | 18,1   |
| 20,2   | 45-59 ans    | 19,2   |
| 18,9   | 30-44 ans    | 18,1   |
| 18,2   | 15-29 ans    | 16,2   |
| 19,9   | 0-14 ans     | 17,9   |

## Économie

### Entreprises et commerces
Le village compte en 2016 une exploitation agricole et deux artisans (un maçon et un menuisier). Il n'y a plus de commerces de proximité.

## Culture locale et patrimoine

### Lieux et monuments

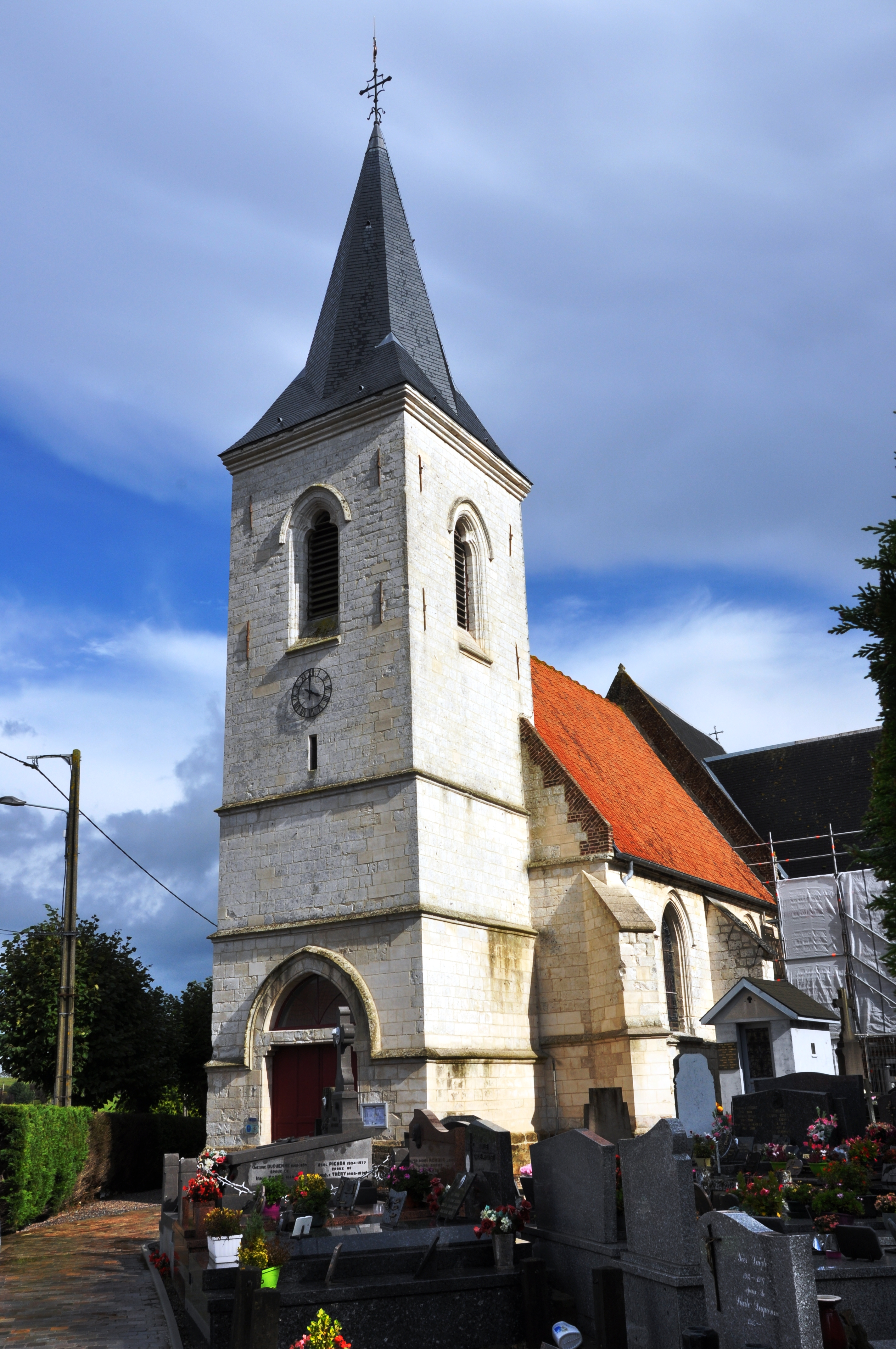
L'église Saint-Omer.

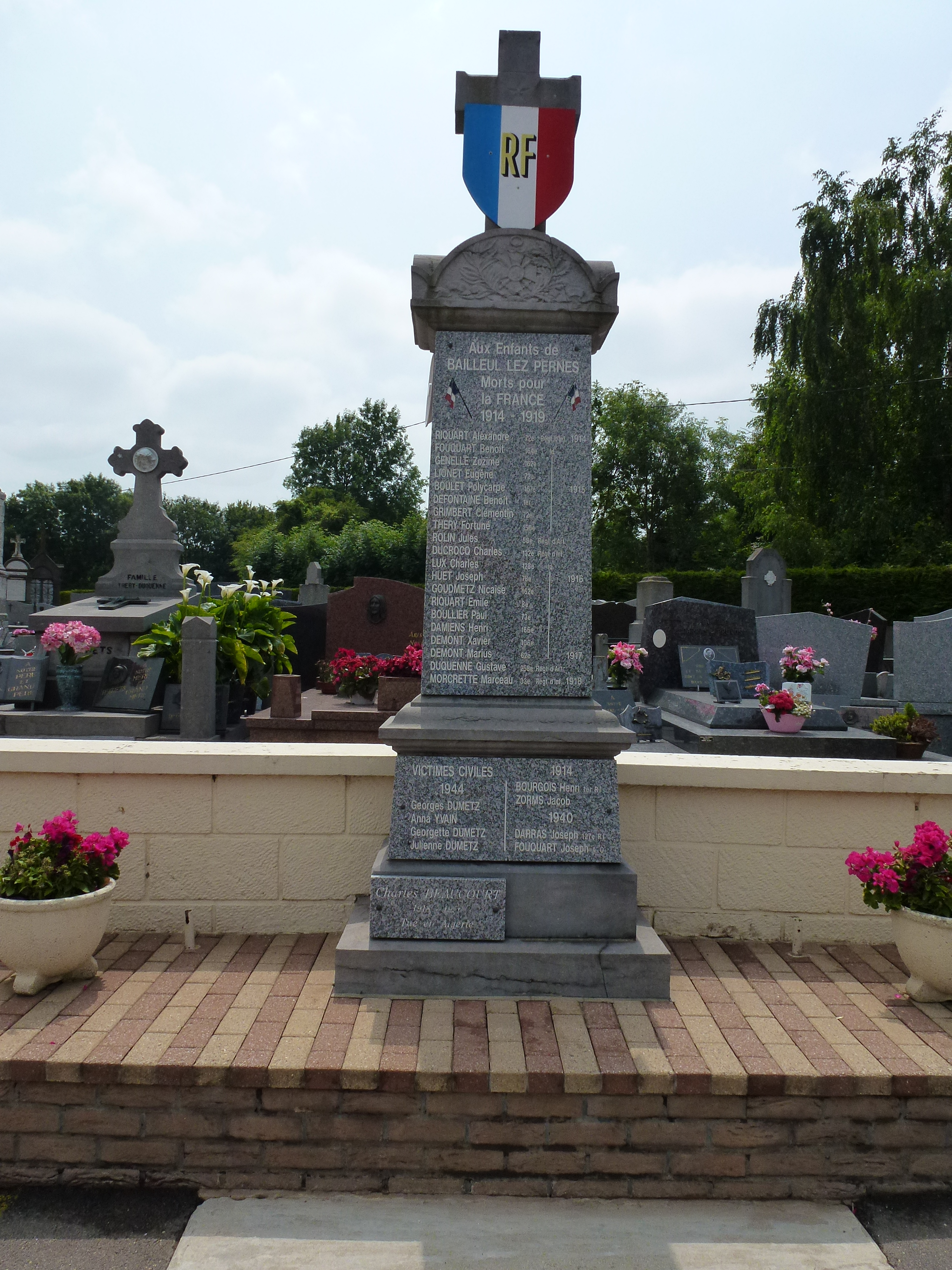
Le monument aux morts.

- L’église Saint-Omer a débuté à partir de 1230 par André, seigneur de Bailleul. Le chœur de l'église fait l’objet d’une inscription au titre des monuments historiques depuis le 10 juin 1926[41].

La construction de l’église Saint-Omer a débuté à partir de 1230. Par la suite, André, seigneur de Bailleul  a réalisé des travaux dans l’église vers 1420. Vers 1420 Adrien, Seigneur de St. Martin, l'a fait réparer. En 1538, une enquête révèle que le village a souffert du voisinage de Pernes (Pillages et maladies). L’église a été dépouillée de ses cloches et de ses candélabres.
Au XVIe siècle, le comte d’Hostrate fait agrandir la chapelle par un corps de bâtiment pour former « l’actuelle église ».
En 1623 le Prince de Romes fait construire les deux chapelles qui forment une croix avec le bâtiment existant. L’une porte le nom de chapelle Saint-Omer datée de 1619 et au nord la chapelle du Rosaire, datée de 1623. Jusqu’à la Révolution française l’église de Bailleul, sous le vocable de Saint-Omer, dépend du doyenné d’Auchy-au-Bois et du diocèse de Boulogne, le collateur (celui qui avait le droit de conférer un bénéfice ecclésiastique) est le chapitre de Boulogne. En 1569 la dîme appartient, à l’abbaye Saint-Sauveur de Ham.
Sous la révolution l’église est dépouillée de la plupart de ses ornements, la chaire et deux statues en albâtre sont cachées dans une grange. Après avoir servi à faire du salpêtre, l’église est vendue comme bien national. Les habitants demandent le rachat de l’édifice par les paroissiens. En 1802 des réparations sont entreprises.
Le 17 juillet 1890, un ouragan détruit une bonne partie du versant ouest du toit en tuile, de la nef et une partie du clocher. Le 10 juin 1926 le chœur est inscrit à l’inventaire des monuments historiques. En 1996 la voute en torchis de la nef est remplacée par l’actuelle voûte lambrissée en châtaignier.
Son plan est simple, une tour-clocher servant d’entrée, une nef, un transept à deux croisillons et enfin le chœur dont le chevet est à trois pans. La sacristie est construite à l’angle du croisillon sud et du chœur.
L’entrée se fait d’abord par une sorte de porche couvert d’une voûte d’ogives puis sur un vestibule fermé par une grille.
La nef est couverte d’une voûte lambrissée. Les murs sont enduits et badigeonnés à la chaux. Elle est éclairée par trois fenêtres en arc brisé qui sont équipées de vitraux dont l’un à la mémoire des victimes des deux guerres mondiales.
La croisée est séparée de la nef par un arc doubleau mouluré en arc brisé. Le chœur est composé d’une travée droite et d’un chevet à trois pans coupés. Croisée et chœur sont couverts de voûtes d'ogives  remarquables par la complexité de leur dessin, à liernes et tiercerons. Les clefs sont sculptées de blason, de motifs floraux et religieux.
Le chœur est surélevé d’une marche et lambrissé en bois, sur une hauteur de 1,80 m. L’abside est percée de deux grandes fenêtres en arc brisé et au milieu d’une rose à réseau en pierre.
Un escalier en pierre, dissimulé dans le faux lambris, permet d’accéder au niveau du premier étage du clocher.
En 2013 une grande restauration a été entreprise: la cloche du nom de Marie, le coq restauré a été remis au fait du clocher rénové et la façade en pierres blanche a été réparée et nettoyée,.
- Le monument aux morts[44].

### Héraldique
| Armes de Bailleul-lès-Pernes | Les armes de Bailleul-lès-Pernes se blasonnent ainsi : d’argent à la bande de gueules fuselée de sable,. |

## Pour approfondir